# ウエスタン鉄道博物館
ウエスタン鉄道博物館（ウエスタンてつどうはくぶつかん、英語: Western Railway Museum）は、主としてインターアーバン（都市間電車）や路面電車の車両を収蔵し動態保存運転を行う鉄道博物館である。アメリカ合衆国カリフォルニア州ソラノ郡のリオ・ビスタとサスーンシティの間のカリフォルニア州道12号線沿いに位置する。この博物館は旧サクラメント・ノーザン鉄道の線路沿いに位置し、同線の一部を保存鉄道として維持している。博物館ではこれを利用し動態保存列車の定期運行を行っており、来場者はこれに体験乗車することができる。この博物館の運営はNPOのベイエリア・エレクトリック・レールロード・アソシエーション (Bay Area Electric Railroad Association, BAERA)が行っている。

## 歴史

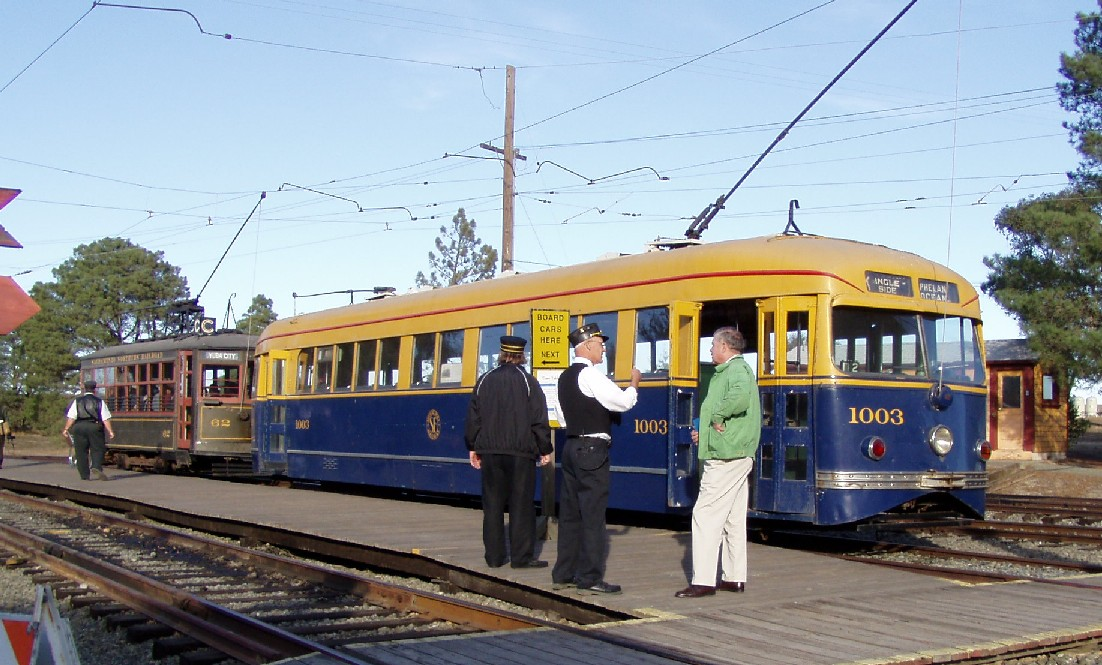
バーニーカー（左）とマジックカーペット（右）

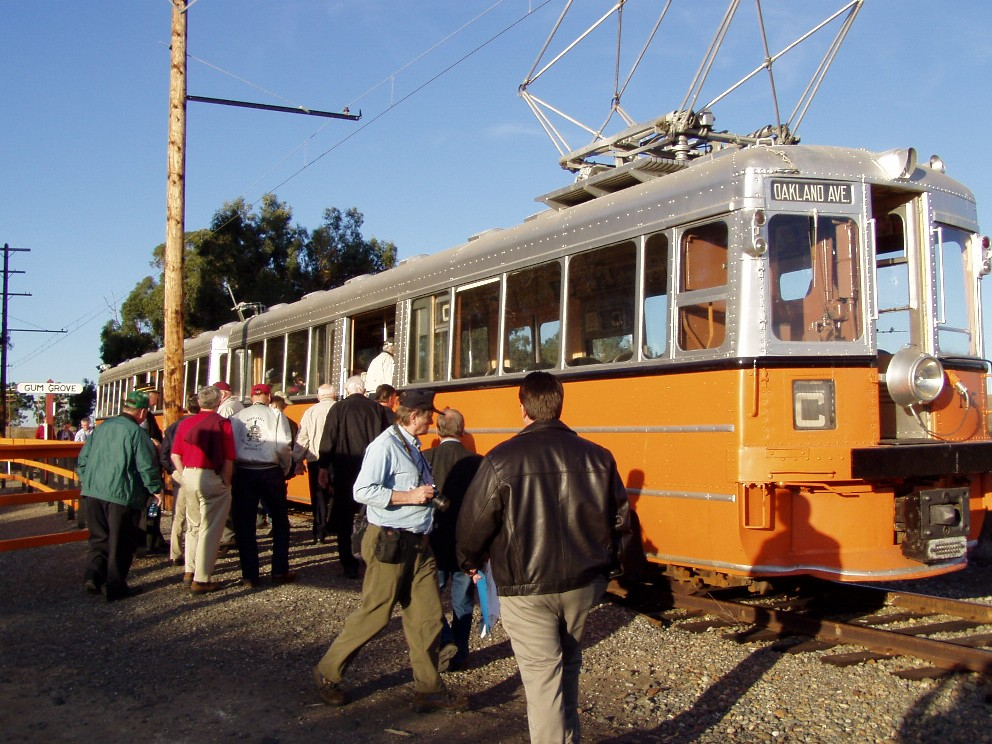
キー・システムの187号車「ブリッジ・ユニット」 動態保存本線にて

ベイエリア・エレクトリック・レールロード・アソシエーション (Bay Area Electric Railroad Association、以下BAERA)はサンフランシスコ・ベイエリアの鉄道ファンのグループとして1946年に結成された。このグループは通常の鉄道よりも「電車」を興味の対象としていた。BAERAは毎月会合を開き、メンバー同士でスライドや動画を互いに見せ合っていた。BAERAはこのほかベイエリアの路面電車やインターアーバンの貸し切り運行を頻繁に行っていた。キー・システムでの貸し切り運行を重ねた結果、1946年、彼らはキー・システムの木造路面電車271号を購入するに至った。この電車はもともと1904年にセントルイス・カー・カンパニーがペンシルベニア州リーハイ・バレー向けとして製造したものであった。まもなく、メンバーからの寄贈やBAERAによる購入でその他の車両も手元に増やしていった。これらの初期のコレクションには、1920年建造のバーニーカーであるサクラメント・ノーザン鉄道の62号車が含まれる。この電車はカリフォルニア州チコで1947年まで使われていた。
1958年をもってキー・システムのベイブリッジを渡る路線が廃止されたことで、沢山の電車や事業用車がBAERAの手に渡った。しかし、これから先も車両の動態保存を継続していくためにはさらなる費用と労力が必要であり、恒久的な博物館用地も必要となっていることは明らかであった。1960年には車輌はカリフォルニア州サスーンシティ近くの旧サクラメント・ノーザン鉄道リオ・ビスタ・ジャンクションに保管されていた。1960年代にBAERAは501(c)(3)の教育目的の非営利団体となり「カリフォルニア鉄道博物館」(California Railway Museum)をスタートさせた。1985年、サクラメントに新規オープンしたカリフォルニア州立鉄道博物館（en:California State Railroad Museum、「カリフォルニア州鉄道博物館」とも）との混同を避けるために現在の名称である「ウエスタン鉄道博物館」(Western Railway Museum)へと改称した。
BAERAは「レビュー」(Review)と題したニュースレターを発行している。

## 沿革
- 1994年 - 旧サクラメント・ノーザン鉄道の路線を22マイル購入。
- 2001年 - 12000平方マイルのビジターセンターが完成[1]。建設費用は全てメンバーらの寄付によって賄われた[1]。
- 2002年 - 消火設備を備えた「ローイング・ジェンセン記念車庫」(Loring Jensen Memorial Car House)建設開始。
- 2008年5月 - 「ローイング・ジェンセン記念車庫」正式オープン。

## 保存車両

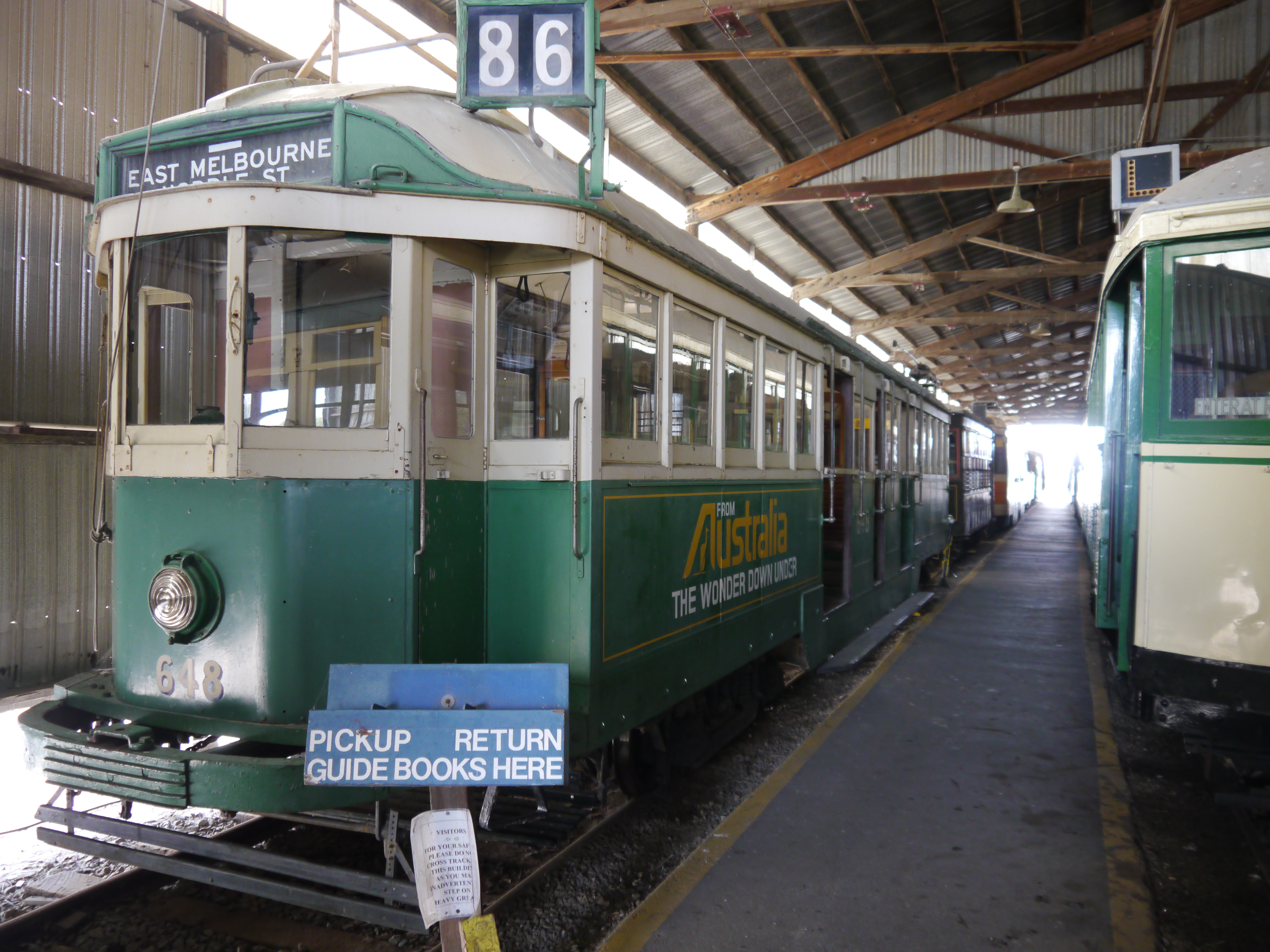
収蔵庫で展示されているメルボルン市電

BAERAはカリフォルニア州および隣接する各州の路面電車、インターアーバン、さらにその他の鉄道に関する豊富な資料をアーカイブしており、新たに建設された空調完備の建屋で保管されている。
博物館が保有する鉄道車両はおよそ100両に達する。その多くはアメリカ西部の電気鉄道のものだが、ウェスタン・パシフィック鉄道の車両も一部含まれ、同鉄道の蒸気機関車も2両ある。この蒸気機関車は過去に動態保存状態だったことがあり、1960年公開のディズニー映画「ポリアンナ」のロケにウェスタン・パシフィック鉄道94号機が用いられている。車両は完全にレストアされ動態保存運転が可能なものもあるが、状態は車両によって様々である。保有車両の例として、ペタルマ・アンド・サンタローザ鉄道(Petaluma and Santa Rosa Railroad)の63号車、ペニンシュラ鉄道(Peninsular Railway)の52号車、サンフランシスコ市営鉄道のLRV"USSLRV"、そして前述のサクラメント・ノーザン鉄道のバーニーカー62号車などがある。保存車両はアメリカ国内の車両に限らず、ブラックプール・トラムのオープン電車やメルボルン市電なども収蔵されている。
インターアーバン車両ではサクラメント・ノーザン鉄道1005号車（旧：オークランド・アンティオッチ・アンド・イースタン鉄道(Oakland, Antioch and Eastern) 1005号車）の修復作業が過去10年にわたって集中的に行われていた。BAERAはかつてこの電車を頻繁に動態保存運転に供用していた。しかし、この車両は1962年6月に台枠が大きく曲がるなどの破損を複数回にわたって受けていた。修復作業を経てこれらの破損箇所は修復され、あわせて1934年の状態に復元された。
動態保存運転に用いる路線自体も博物館の「収蔵品」の一部である。この路線はかつてのサクラメント・ノーザン鉄道線の一部で、1953年に線路や枕木は残っていたものの架線が撤去された状態で引き渡された。BAERAは架線の再整備をリオ・ビスタ・ジャンクションから南へ向かって開始し、今では6マイル先のバーズ・ランディング・ロード(Bird's Landing Road)まで到達している。
| インターアーバン車両 （"#"は「号車」を意味する）                                                       | 状態                 | 備考                                                                                                  |
| --- | -------------------- | --- |
| バンバーガー鉄道(Bamberger Railroad) #400                                                              | 修復作業待ち         | |
| シーダーラピッズ・アンド・アイオワシティ鉄道 (en:Cedar Rapids and Iowa City Railway) #111              | 動態                 | |
| セントラル・カリフォルニア・トラクション鉄道 (en:Central California Traction Company) #010             | 修復作業待ち         | 車体のみ                                                                                              |
| キー・システム #182                                                                                    | 動態                 | 近年修復済み サンフランシスコ・オークランド・ベイブリッジ乗り入れ用に設計された「ブリッジ・ユニット」 |
| キー・システム #186                                                                                    | 保管中               | 「ブリッジ・ユニット」                                                                                |
| キー・システム #187                                                                                    | 動態                 | 「ブリッジ・ユニット」                                                                                |
| オークランド・アンティオッチ・アンド・イースタン鉄道 （サクラメント・ノーザン鉄道の前身） #1020        | 動態                 | 元 SN motor #1020 無動力被牽引車として修復完了                                                        |
| オレゴン・エレクトリック鉄道 #1001 Champoeg                                                            | 外観のみ修復完了済み | 無動力被牽引車として使用可能な状態に修復済み                                                          |
| パシフィック電鉄 #457                                                                                  | 修復作業待ち         | 車体および台車のみ                                                                                    |
| ペニンシュラ鉄道 (カリフォルニア州) #52                                                                | 動態                 | |
| ペニンシュラ鉄道 #61                                                                                   | 修復作業待ち         | |
| ペタルマ・アンド・サンタローザ鉄道(en:Petaluma and Santa Rosa Railroad) #63                            | 動態                 | |
| ポートランド・トラクション鉄道(en:Portland Railway, Light and Power Company) #4001                     | 動態                 | 近年修復完了                                                                                          |
| リッチモンド・シップヤード鉄道(en:Shipyard Railway) #561                                               | 動態                 | |
| リッチモンド・シップヤード鉄道 #563                                                                    | 外観のみ修復完了済み | |
| サクラメント・ノーザン鉄道 "Bidwell"                                                                   | 修復作業待ち         | 車体のみ                                                                                              |
| サクラメント・ノーザン鉄道 #1005                                                                       | 動態                 | 最近修復完了                                                                                          |
| ソルトレーク・アンド・ユタ鉄道 (en:Salt Lake and Utah Railroad) #751                                   | 動態                 | |
| ソルトレーク・ガーフィールド・アンド・ウェスタン鉄道 (en:Salt Lake, Garfield and Western Railway) #306 | 修復作業未完了       | |
| サンフランシスコ・アンド・ナパバレー鉄道 (en:San Francisco, Napa and Calistoga Railway) #63            | 修復作業待ち         | |
| サンフランシスコ・サクラメント鉄道（サクラメント・ノーザン鉄道の前身） #1019                           | 修復作業待ち         | 元 SN motor #1019                                                                                     |
| インターアーバン・エレクトリック鉄道（旧：en:East Bay Electric Lines） #358                            | 修復作業待ち         | 車体のみ                                                                                              |
| インターアーバン・エレクトリック鉄道 #600                                                              | 修復作業待ち         | 車体のみ                                                                                              |
| インターアーバン・エレクトリック鉄道 #602                                                              | 修復作業待ち         | 車体のみ                                                                                              |
| インターアーバン・エレクトリック鉄道 #603                                                              | 修復作業待ち         | 車体のみ                                                                                              |
| タイドウォーター・サザン鉄道(en:Tidewater Southern Railway) #200                                       | 修復作業待ち         | |
| サンディエゴ・トロリー #1017                                                                           | 動態                 | シーメンス/デュワグU2形電車。 サンディエゴ・トロリーでの車両置き換えに伴い譲渡                        |
| サンディエゴ・トロリー #1018                                                                           | 動態                 | シーメンス/デュワグU2形電車                                                                           |

| 路面電車 （"#"は「号車」を意味する）                                                                                      | 状態         | 備考 |
| --- | ------------ | --- |
| ブラックプール・トラム #226                                                                                               | 故障中       | モーター不調 「ボート」("BOAT")と呼ばれる屋根のないオープン電車。 |
| イースト・ベイ・ストリート鉄道 （East Bay Street railways、キー・システムの路面電車運行部門で一時期使用された名称） #352  | 動態         | |
| キー・システム #271 | 故障中       | 電気設備およびブレーキの修理待ち |
| キー・システム #987 | 故障中       | モーター不調 |
| マーケット・ストリート鉄道（後のサンフランシスコ市営鉄道の前身）"San Francisco"                                           | 修復作業待ち | 車体のみ |
| メルボルン市電 #648 | 動態         | |
| パシフィック・ガス・アンド・エレクトリック・カンパニー #46                                                                | 修復作業待ち | |
| パシフィック・ガス・アンド・エレクトリック・カンパニー #63                                                                | 修復作業待ち | |
| プレシディオ・アンド・フェリーズ鉄道(Presidio & Ferries Railway) #28                                                      | 修復作業待ち | 長年潮風に晒され荒廃が進んだ状態であり解体して保管中 のちサンフランシスコ市営鉄道が購入して使用 |
| サクラメント・エレクトリック・ガス・アンド・レールウェイ（現：パシフィック・ガス・アンド・エレクトリック・カンパニー）#14 | 修復作業待ち | |
| サンフランシスコ市営鉄道 #1003                                                                                            | 動態         | マジックカーペット (路面電車車両) - 当初PCCカーをライセンスの問題で導入できなかったサンフランシスコ市営鉄道が導入したPCCカー風の電車。運転操作がPCCカー標準のペダル式ではなくハンドル操作に依るのが特徴。 |
| サンフランシスコ市営鉄道 #1016                                                                                            | 動態         | PCCカー |
| サンフランシスコ市営鉄道 #1153                                                                                            | 修復作業待ち | PCCカー |
| サンフランシスコ市営鉄道 #1258                                                                                            | 動態         | アメリカ標準型路面電車 (US Standard Light Rail Vehicle, USSLRV) |
| サンフランシスコ市営鉄道 #178                                                                                             | 動態         | |
| ストックトン・エレクトリック鉄道 #52                                                                                      | 修復作業待ち | |
| サクラメント・ノーザン鉄道 #62                                                                                            | 故障中       | バーニーカー |

| 機関車 （"#"は「号機」を意味する）                                                                    | 種類                           | 状態                 | 備考                                                   |
| --- | ------------------------------ | -------------------- | ------------------------------------------------------ |
| セントラル・カリフォルニア・トラクション鉄道 (en:Central California Traction Company) #7              | 電動貨車 (en:box motor)        | 動態                 |                                                        |
| ケネコット・コッパー社 (Kennecott Copper Corporation、en:Kennecott Utah Copperを参照) #407            | 凸型電気機関車(en:steeple cab) | 展示中               |                                                        |
| ケネコット・コッパー社 #700                                                                           | 凸型電気機関車(steeple cab)    | 動態、展示中         | 直流225ボルト蓄電池と直流750ボルト架線集電の双方に対応 |
| ケネコット・コッパー社 #771                                                                           | 凸型電気機関車(steeple cab)    | 保管中               |                                                        |
| キー・システム #1001                                                                                  | 凸型電気機関車(steeple cab)    | 動態                 | 参考展示                                               |
| サクラメント・ノーザン鉄道 #146                                                                       | 44米トン級ディーゼル機関車     | 修復作業中           |                                                        |
| サクラメント・ノーザン鉄道 #602                                                                       | 電動貨車                       | 修復作業待ち         |                                                        |
| サクラメント・ノーザン鉄道 #652                                                                       | 凸型電気機関車(steeple cab)    | 外観のみ修復完了済み |                                                        |
| サクラメント・ノーザン鉄道 #654                                                                       | 凸型電気機関車(steeple cab)    | 動態                 |                                                        |
| ソルトレーク・ガーフィールド・アンド・ウェスタン鉄道 (en:Salt Lake, Garfield and Western Railway) DS2 | 44米トン級ディーゼル機関車     | 修復作業待ち         |                                                        |
| サンフランシスコ・アンド・ナパバレー鉄道 (en:San Francisco, Napa and Calistoga Railway) #100          | 電動貨車                       | 修復作業待ち         | 車体および台車のみ                                     |
| ヴィサリア・エレクトリック鉄道(en:Visalia Electric Railroad) #502                                     | 44米トン級ディーゼル機関車     | 動態                 |                                                        |
| ウェスタン・パシフィック鉄道 #94                                                                      | 蒸気機関車（車輪配置 4-6-0）   | 展示中               |                                                        |
| ウェスタン・パシフィック鉄道 #334                                                                     | 蒸気機関車（車輪配置 2-8-2）   | 保管中               |                                                        |

| 事業用車 （"#"は「号車」を意味する）                                                                                          | 種類                                                  | 状態         | 備考     |
| --- | ----------------------------------------------------- | ------------ | -------- |
| イースト・ベイ・トランジット鉄道 （East Bay Transit Co.、キー・システムの路面電車運行部門で最末期に使用されていた名称） #1011 | 救援車（脱線等の事故復旧作業に使用）                  | 動態         | 展示中   |
| キー・システム #1014 | 救援車（脱線等の事故復旧作業に使用）                  | 修復作業待ち | 車体のみ |
| キー・システム #1201 | 事業用車（架線作業車）                                | 動態         |          |
| キー・システム #1215 | 工場内入換機                                          | 運行不能     |          |
| キー・システム #1218 | 事業用車（架線作業車）                                | 修復作業待ち |          |
| サクラメント・ノーザン鉄道 #1                                                                                                 | 変圧車（portable substation、変電設備を搭載した車両） | 動態         |          |
| サンフランシスコ市営鉄道 #0109                                                                                                | レール削正車                                          | 動態         | 保管中   |

| 貨車 （"#"は「号車」を意味する）                                                               | 種類               | 状態           |
| ---------------------------------------------------------------------------------------------- | ------------------ | -------------- |
| オークランド・アンティオッチ・アンド・イースタン鉄道（サクラメント・ノーザン鉄道の前身） #2002 | 長物車             | 修復完了済み   |
| セントラル・カリフォルニア・トラクション鉄道 (en:Central California Traction Company) #1017    | 長物車             | 修復作業未完了 |
| セントラル・カリフォルニア・トラクション鉄道 Co #2001                                          | 有蓋車             | 修復完了済み   |
| セントラル・カリフォルニア・トラクション鉄道 Co. #3001                                         | 有蓋車             | 修復完了済み   |
| デンバー・アンド・リオグランデ・ウェスタン鉄道 #63383                                          | 有蓋車             | 修復完了済み   |
| グレート・ノーザン鉄道 #X 344                                                                  | カブース（車掌車） | 修復未完了     |
| パシフィック・フルーツ・エクスプレス #20420                                                    | 冷蔵車             | 修復作業待ち   |
| リッチモンド・フレデリックスバーグ・アンド・ポトマック鉄道 #2289                               | 有蓋車             | 修復完了済み   |
| サクラメント・ノーザン鉄道 #1632                                                               | カブース（車掌車） | 修復完了済み   |
| サクラメント・ノーザン鉄道 #2314                                                               | 有蓋車             | 修復作業待ち   |
| サクラメント・ノーザン鉄道 #2136                                                               | 有蓋車             | 修復作業待ち   |
| シェル石油 #SCCX 662                                                                           | タンク車           | 修復完了済み   |
| サザン・パシフィック鉄道 #150340                                                               | 無蓋車             | 修復作業待ち   |
| ウェスタン・パシフィック鉄道 #10429                                                            | ホッパー車         | 修復完了済み   |
| ウェスタン・パシフィック鉄道 #1025                                                             | タンク車           | 修復作業待ち   |
| ウェスタン・パシフィック鉄道 #741                                                              | カブース（車掌車） | 修復作業待ち   |

| 本線鉄道(Mainline Railroad)用客車 （"#"は「号車」を意味する） | 種類                                       | 状態                                                                                               | 備考 |
| ------------------------------------------------------------- | ------------------------------------------ | -------------------------------------------------------------------------------------------------- | ---- |
| ウェスタン・パシフィック鉄道 #128                             | 荷物車                                     | ドアの交換が必要                                                                                   |      |
| ウェスタン・パシフィック鉄道 #302                             | 座席車                                     | 博物館による取得直前に車内が火災に遭ったまま、目下の課題は窓サッシ等の交換による外装の修復作業待ち |      |
| ウェスタン・パシフィック鉄道 #653                             | サンルームを併設したビュッフェ・ラウンジ車 | 修復完了済み                                                                                       |      |
| プルマン・スタンダード社 "Circumnavigators Club"              | 寝台、ビュッフェ、展望室の合造車           | 修復完了済み                                                                                       |      |
| サザン・パシフィック鉄道 #2113                                | 通勤客車                                   | 良好                                                                                               |      |
| サザン・パシフィック鉄道 #2093                                | 通勤客車                                   | 修復完了済み                                                                                       |      |

## 今日の博物館
来場者は1.5 mi (2.4 km)の路面電車線の体験乗車や片道5.5 mi (8.9 km)、往復11 mi (18 km)の旧サクラメント・ノーザン鉄道線でのインターアーバン電車の体験乗車ができる。他にも、敷地内でのピクニックやミュージアムショップでの書籍・DVD・鉄道グッズなどの購入や、規模は小さいながらもビジターセンターでの展示物の見学が可能である。場内には軽食の購入・飲食が可能なカフェ"Depot Cafe"もあり、資料の調査研究に利用できる"F. M. Smith Library and Archives"も毎月2日間開放される。車庫内の見学は自由に行えるほか、ガイド付きの特別収蔵庫見学も行われる。
博物館は1年を通して週末に開館し、夏季には開館時間が延長される。
最寄りの鉄道駅は博物館から約10 mi (16 km)西に位置するサスーン - フェアフィールド駅であり、アムトラックのキャピトル・コリドー号が停車する。